# Choi Hi-yong
Choi Hi-yong est un boxeur sud-coréen né le 13 septembre 1965.

## Carrière
Passé professionnel en 1987, il devient champion d'Asie des poids pailles OPBF l'année suivante puis champion du monde WBA de la catégorie le 2 février 1991 après sa victoire aux points contre son compatriote Kim Bong-jun. Hi-yong conserve son titre à 4 reprises puis perd aux points contre Hideyuki Ohashi le 14 octobre 1992. Passé dans la catégorie de poids supérieure, il bat le champion WBA des poids mi-mouches Leo Gamez le 4 février 1995 puis Keiji Yamaguchi avant de s'incliner aux points face à Carlos Murillo le 13 janvier 1996. Il met un terme à sa carrière de boxeur après ce combat sur un bilan de 19 victoires et 2 défaites.